# Famille Zápolya
La famille Zapolya ou Zapoly, en hongrois Szapolyai, fut une famille de la noblesse hongroise qui donna deux roi de Hongrie et une reine consort de Pologne.

## Origines
Le premier membre connu de cette famille fut Ladislas Vajdafi Szapolyai, noble de Slavonie vivant dans le comitat de Požega.
Nicolas Istuanfius parle dans son Historiarum de rebus Ungaricis d'un village du nom de Zápolya, situé près de Csázma en Slavonie, village détruit par les Turcs. L'historiographie actuelle fait plutôt provenir la famille du village de  Zapolje dans le comté de Pozsega.
Son fils ainé, Emeric, fut le premier membre de la famille à accéder au titre de « vrai baron du Royaume » quand Matthias Corvinus, roi de Hongrie, le nomma Grand Trésorier en 1459 (ou 1460 selon les sources). La soudaine ascension d’Emeric et de ses deux frères, Nicolas et Étienne, fut l’objet d’un certain nombre de théories académiques, notamment celle d’un lien de parenté avec la famille royale des Hunyadi. La présence conjointe des armoiries des familles Szapolyai, Hunyadi et Szilagyi dans certains lieux confirmerait cette théorie, tout autant que la mère de Matthias Corvinus était Elizabeth Szilágyi, membre de la famille Szilágyi.
Par exemple, les armoiries des Szapolyai et des Hunyad apparaissent ensemble sur la tombe du père de Matthias Corvinus, Jean Hunyadi ; idem dans le monastère dominicain de Buda ou encore sur un puits dans le palais d’été de Matthias Corvinus à Visegrád. D’après une théorie formulée, la mère de John Hunyadi serait membre de la famille Szapolyai. Complémentaire à la précédente, une autre théorie formule qu’Emeric Szapolyai et Matthias Corvinus étaient demi-frères (ayant un parent commun). Cependant, aucune de ces théories n’a pu être prouvée.

## Membres remarquables
- comte Nicolas Szapolyai (? – 1468), évêque de Transylvanie.
- comte Emeric Szapolyai (? – 1487), Palatin de Hongrie (1486–1487), ban de Croatie et Slavonie. Frère du précédent.
- comte Étienne Zapolya (mort en 1499) fut l'un des lieutenants de Matthias Corvin. Palatin de Hongrie (1492–1499), gouverneur, frère du précédent.
- Jean Zapolyai (1487–1540), fils du précédent, il fut roi de Hongrie[1].
- comte Georges Szapolyai (1488–1526), frère du précédent. Nommé commandant suprême des armées avec l'archevêque Pál Tomori lors de la bataille de Mohács, il y est tué le 29 août.
- Barbara Zápolya (1495–1515), sœur des deux précédents. Reine consort de Pologne et Grand-duchesse de Lituanie par son mariage avec Sigismond Ier de Pologne.
- Jean-Sigismond Szapolyai (1540–1570), respectivement fils puis neveu des trois précédents, fut roi de Hongrie[1] puis prince de Transylvanie. Mort sans descendance, il est le dernier membre de la famille Szapolyai.

|  |